# 安妮特·埃奇昆沃克
安妮特·内卡·埃奇昆沃克（英語：Annette Nneka Echikunwoke，1996年7月29日—），生于俄亥俄州皮克林顿，尼日利亚、美国女子田径运动员，主攻链球，2024年夏季奥林匹克运动会女子链球银牌得主。